# 황간터널
황간터널(黃澗터널, Hwanggan Tunnel)은 충청북도 영동군 추풍령면 계룡리와 황간면 광평리에 위치한 경부고속도로 상의 터널이다. 1970년 7월 7일 경부고속도로 대전 ~ 대구 구간과 함께 개통하여 2006년까지 사용하고 폐쇄된 구 황간터널과 김천 ~ 영동 구간의 왕복 6차선 확장과 함께 2006년 12월 13일 신설된 신 황간터널로 나뉘어 있는데, 현재는 신 터널을 표기할 때 사용한다.
신 황간터널 기준으로 연장 부산 방면은 613m, 서울 방면은 624m, 폭은 12.8m(유효폭 11.9m), 높이 8.4m이다.

## 구 황간터널
구 황간터널은 1970년 7월 7일 경부고속도로의 대전 ~ 대구 구간이 마지막으로 개통되면서 개통된 터널이다. 당시에도 경부고속도로는 왕복 4차로였기 때문에 상행 터널과 하행 터널이 나뉘어 있었으며, 부산 방면은 180m, 서울 방면은 132m의 길이를 가지고 있었다.
그러나 경부고속도로에서 가장 험한 구간 중 하나인 곳이 다름 아닌 추풍령, 즉 황간 ~ 김천 구간이었기 때문에 사고가 많이 발생하였고, 2000년 7월 14일 발생한 경부고속도로 추풍령 관광버스 참사 이후 6차선 확장 및 선형개량 공사가 시작되어 2006년 12월 13일 완공하면서, 해당 구간은 폐쇄되었다.
보통 구 고속도로는 지방도로 등의 일반도로로 사용하지만, 이 터널은 사용하지 않고 폐쇄되어 현재 폐도로 방치되어 있다.

## 같이 보기
- 경주터널: 부산 방면, 다음 터널
- 영동3터널: 서울 방면, 다음 터널
  - 영동터널: 영동 ~ 청성 구간 개량 이전 다음 터널